# جيمي ماينفروي
جيمي ماينفروي (بالفرنسية: Jimmy Mainfroi)‏ (مواليد 28 مارس 1983 في ميكن - فرنسا) لاعب كرة قدم فرنسي يلعب حاليا لصالح نادي الدرجة الأولى غرونوبل الفرنسي منذ 2007 في مركز قلب الدفاع . .

## روابط خارجية
- جيمي ماينفروي على موقع قاعدة بيانات كرة القدم.إي يو (الإنجليزية)
- جيمي ماينفروي على موقع بيانات كرة القدم. دي إي (الألمانية)
- جيمي ماينفروي على موقع ليكيب (الفرنسية)
- جيمي ماينفروي على موقع كووورة